# Número polidivisible

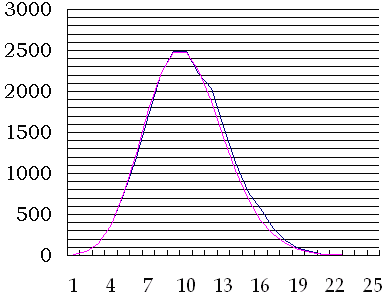
Gráfico de números polidivisibles.

En matemáticas se define como número polidivisible a un número natural con las siguientes propiedades:
Sea el número abcde..., definido por sus dígitos, se dice que abcde... es polidivisible si:
1. Su primer dígito a no es 0.
2. El número formado por sus dos primeros dígitos ab es múltiplo de 2.
3. El número formado por sus tres primeros dígitos abc es múltiplo de 3.
4. El número formado por sus cuatro primeros dígitos abcd es múltiplo de 4.
5. etcétera.

Por ejemplo, el número 345654 es un número polidivisible de seis dígitos, pero 123456 no lo es, porque 1234 no es múltiplo de 4. Los números polidivisibles pueden ser definidos en cualquier base numérica —los números utilizados en este artículo están en base 10, por lo que los dígitos permitidos son del 0 al 9—.
Los números polidivisibles, más pequeños en base 10, con 1, 2, 3, 4, ... dígitos respectivamente son 1, 10, 102, 1020, 10200, 102000, 1020005, 10200056, 102000564, 1020005640.

## Trasfondo
Los números polidivisibles es una generalización de un problema típico de matemáticas recreativas:
Ordena los dígitos 1 al 9 de forma que el número formado por los dos primeros dígitos sea múltiplo de 2, el formado por los tres primeros dígitos sea múltiplo de 3, etcétera; y finalmente el número completo sea múltiplo de 9.
La solución al problema es un número polidivisible de nueve dígitos, con la condición adicional de que contiene todos los dígitos y no se repiten. Hay 2.492 números polidivisibles de nueve dígitos, pero solo uno que satisface la condición adicional:
381654729

## Cuantos números polidivisibles hay
Si k es un número polidivisible con n-1 dígitos, entonces se puede extender para crear un número polidivisble con n dígitos si existe un número entre 10k y 10k+9 que sea divisible por n.
Si n es menor que o igual a 10, entonces siempre es posible extender un número polidivisible de n-1 dígitos a uno de n dígitos siguiendo este método, e incluso es posible que haya más de una extensión.
Si n es mayor que 10, no siempre es posible extender un número polidivisible siguiendo este método, según va creciendo el valor de n, la probabilidad de poder extender un número polidivisible siguiendo este método se vuelve más pequeña.

Como media, cada número polidivisible de n-1 dígitos puede extenderse a un número polidivisible de n dígitos de 10/n maneras diferentes. Esto nos permitiría estimar el número de números polidivisibles de n' dígitos, usando las siguiente función F(n):
{\displaystyle F(n)\approx {\frac {9\times 10^{n-1}}{n!}}}

Sumando todos los valores de n, la estimación sugiere que el total de números polidivisibles será aproximadamente de 
{\displaystyle {\frac {9(e^{10}-1)}{10}}\approx 19823}

En realidad, esta aproximación subestima el número total de números polidivisibles en un 3%.

## Encontrando números polidivisibles
Hay un total de 20.456 números polidivisibles, y el mayor número polidivivisible tiene 25 dígitos:
3.608.528.850.368.400.786.036.725

## Problemas relacionados
Otros problemas de matemáticas recreativas relacionados con números polidivisibles incluyen:
- Encontrar un número polidivisible, con restricciones adicionales. Por ejemplo, el mayor polidivisible que solo tiene dígitos pares

48 000 688 208 466 084 040
- Encontrar números polidivisibles capicúas o palindromos. Por ejemplo, el mayor polidivisible que a su vez sea capicúa:

30 000 600 003
- Enumerar/Encontrar números polidivisibles en otras bases numéricas.